# Campeonato Asiático de Taekwondo de 1980
El IV Campeonato Asiático de Taekwondo se celebró en Taipéi (Taiwán) en 1980 bajo la organización de la Unión Asiática de Taekwondo.
En total se disputaron en este deporte diez pruebas diferentes, todas ellas en la categoría masculina.

## Resultados

### Masculino
| Evento | Oro                           | Plata                         | Bronce                                                      |
| ------ | ----------------------------- | ----------------------------- | ----------------------------------------------------------- |
| –48 kg | Lee Jin-Woo Corea del Sur     | Su Chen-Chia China Taipéi     | Li Huang Hong Kong Chia Pheng Pheng Singapur                |
| –52 kg | Yang Ki-Mo Corea del Sur      | Siew Ghee Cheok Singapur      | Ali Dmur Naser Jordania Wu Han-Chie China Taipéi            |
| –56 kg | Choi Seong-Yong Corea del Sur | Lie Shun-Long China Taipéi    | Lin King Wan Hong Kong Bdewi Musa Jordania                  |
| –60 kg | Lee Jun-Kul Corea del Sur     | Lie Kau-Ming China Taipéi     | Wai Weng Rov Tang Singapur Li Ping Hong Hong Kong           |
| –64 kg | Kim Yong-Kuk Corea del Sur    | Lee Hong-Hsian China Taipéi   | Mohamed Mahark Madi Jordania Angelo Pablo Sahagan Guam      |
| –68 kg | Kim Jung-Kuk Corea del Sur    | Jerry Finley Guam             | Wang Chien-Hsie China Taipéi Richard Goh Pui Kwong Singapur |
| –73 kg | Oh Il-Nam Corea del Sur       | Wang Chi-Chad China Taipéi    | Jalf Ibrahim Nayeh Jordania                                 |
| –78 kg | Huang Ming-Te China Taipéi    | Jo Nam-Jae Corea del Sur      | Ahmed Mohamed Al-Waneh Jordania                             |
| –84 kg | Jung Chan Corea del Sur       | Kasem Jadair Dueilan Jordania | —                                                           |
| +84 kg | Kang Yong-Koo Corea del Sur   | Suen Hsin-Nen China Taipéi    | Low Fang Hian Hong Kong                                     |

## Medallero
| Núm. | País          | Oro | Plata | Bronce | Total |
| ---- | ------------- | --- | ----- | ------ | ----- |
| 1    | Corea del Sur | 9   | 1     | 0      | 10    |
| 2    | China Taipéi  | 1   | 6     | 2      | 9     |
| 3    | Jordania      | 0   | 1     | 5      | 6     |
| 4    | Singapur      | 0   | 1     | 3      | 4     |
| 5    | Guam          | 0   | 1     | 1      | 2     |
| 6    | Hong Kong     | 0   | 0     | 4      | 4     |
|      | TOTAL         | 10  | 10    | 15     | 35    |